# Сверир Ингји Ингасон
Сверир Ингји Ингасон (исл. ‎‎Sverrir Ingi Ingason; Коупавогир, 5. август 1993) професионални је исландски фудбалер који примарно игра у одбрани на позицији центархалфа.

## Клупска каријера
Сверир је рошен у градићу Коупавогиру недалеко од Рејкјавика, а фудбал је почео да тренира још као четворогодишњи дечак у локалном Брејдаблику. Првобитно је играо за екипу Ејгнаблика, филијалу Брејдаблика, са којим је играо у аматерској четвртој лиги. Након свега неколико одиграних утакмица у аматерском рангу враћа се у матични клуб за који и дебитује током сезоне 2011, играјучи углавном куп утакмице, да би већ од наредне сезоне постао стандардним првотимцем у клубу.
Након две одличне сезоне у исландском првенству у јануару 2014. прелази у норвешки Викинг из Ставангера. Током прве сезоне у Норвешкој одиграо је као стартер све утакмице свог тима, а проглашен је и за најбољег играча сезоне у клубу. По окончању сезоне у Норвешкој мења клуб и у фебруару 2015. прелази у белгијски Локерен.
Потом је једну полусезону играо за шпанску Гранаду у Ла лиги, а затим у лето 2017. потписује трогодишњи уговор са руским премијерлигашем Ростовом, вредан око 2 милиона евра.

## Репрезентативна каријера
За сениорску репрезентацију Исланда дебитовао је 21. јануара 2014. у пријатељској утакмици са селекцијом Шведске. Две године касније постиже и свој први погодак у репрезентативном дресу, такође у пријатељском сусрету, али овај пут противник је била селекција Грчке.
На великој сцени први пут се појавио на Европском првенству 2016. у Француској где је наступио на две утакмице, у групној фази против Аустрије и у поразу од Француске у четвртфиналу.
Селектор Хејмир Халгримсон уврстио га је на списак играча за Светско првенство 2018. у Русији, где је одиграо   две утакмице групе Д против Нигерије и Хрватске.

### Голови за репрезентацију
| №  | Датум              | Место  | Ривал    | Гол. | Рез. | Такмичење            |
| -- | ------------------ | ------ | -------- | ---- | ---- | -------------------- |
| 1. | 29. март 2016.     | Пиреј  | Грчка    | 2:2  | 3:2  | Пријатељска утакмица |
| 2. | 1. јун 2016.       | Осло   | Норвешка | 1:1  | 2:3  | Пријатељска утакмица |
| 3. | 15. новембар 2016. | Такали | Малта    | 2:0  | 2:0  | Пријатељска утакмица |

## Успеси и признања
ФК Брејдаблик
- Исландски лига куп (1): 2012/13.